# Palazzo Pantaleo Spinola

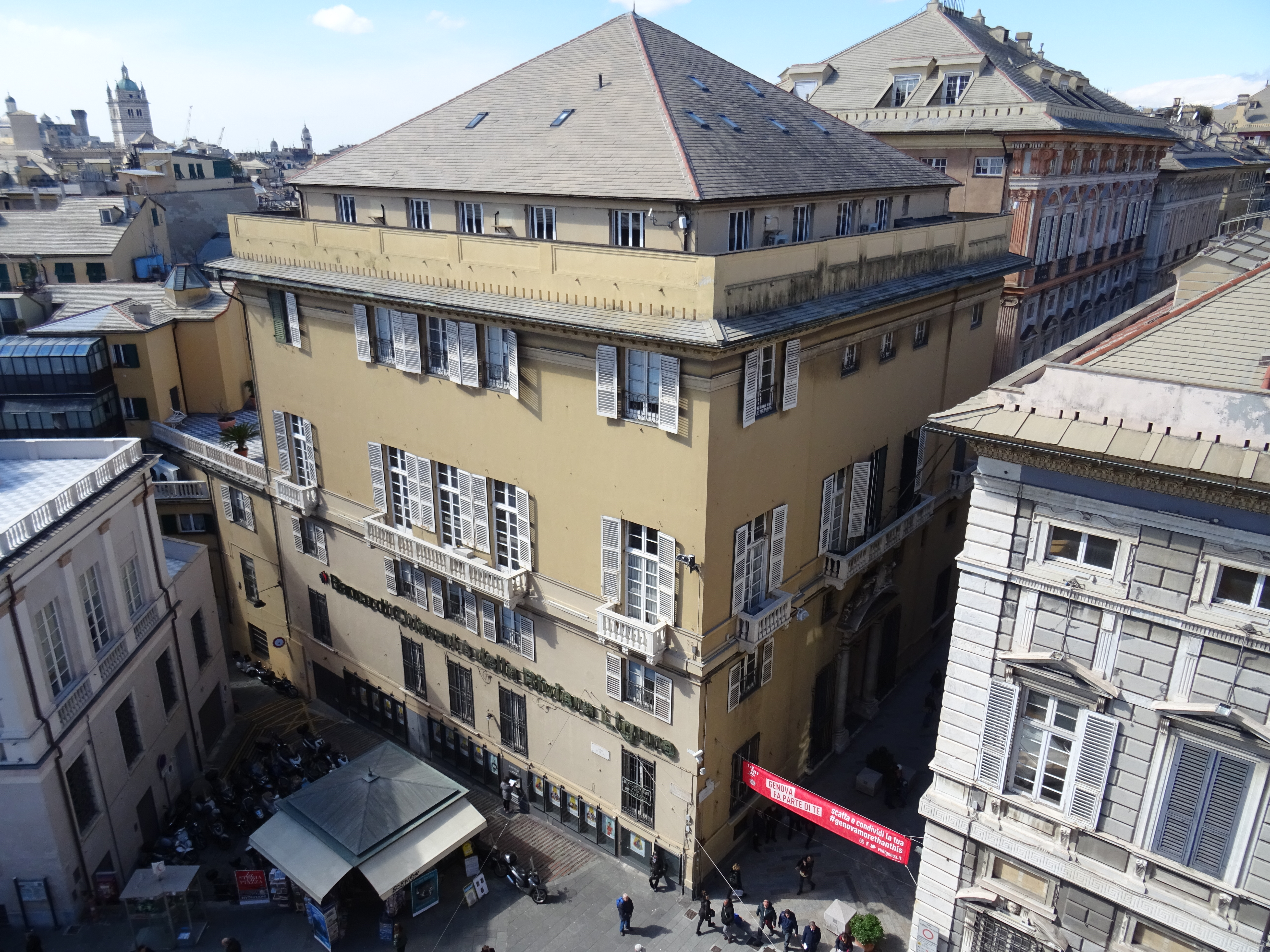
Palazzo Pantaleo Spinola, rechts angeschnitten der Palazzo Agostino Pallavicino, zwischen den Gebäuden die Strade Nuove /Via Garibaldi

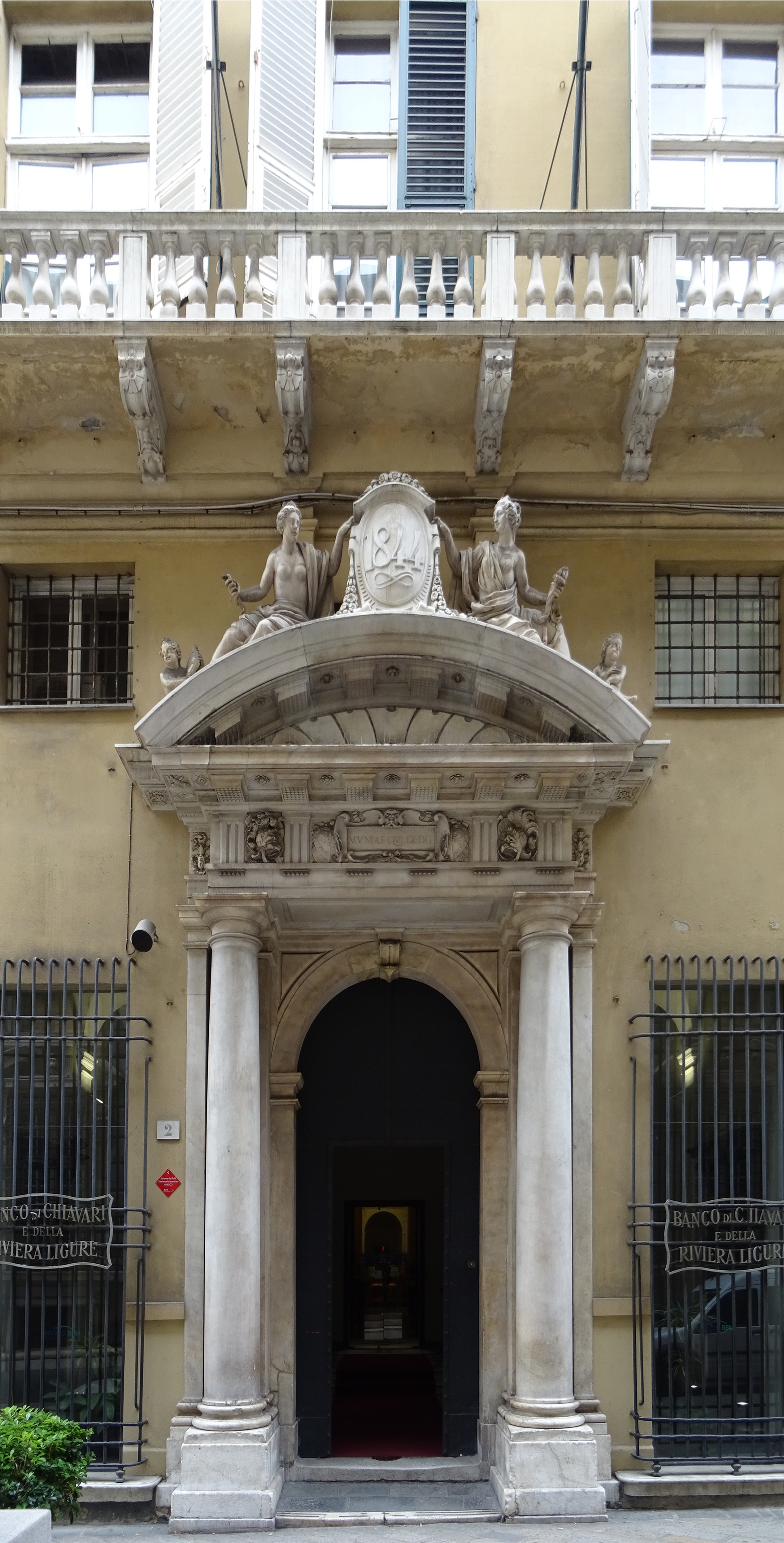
Eingangsportal

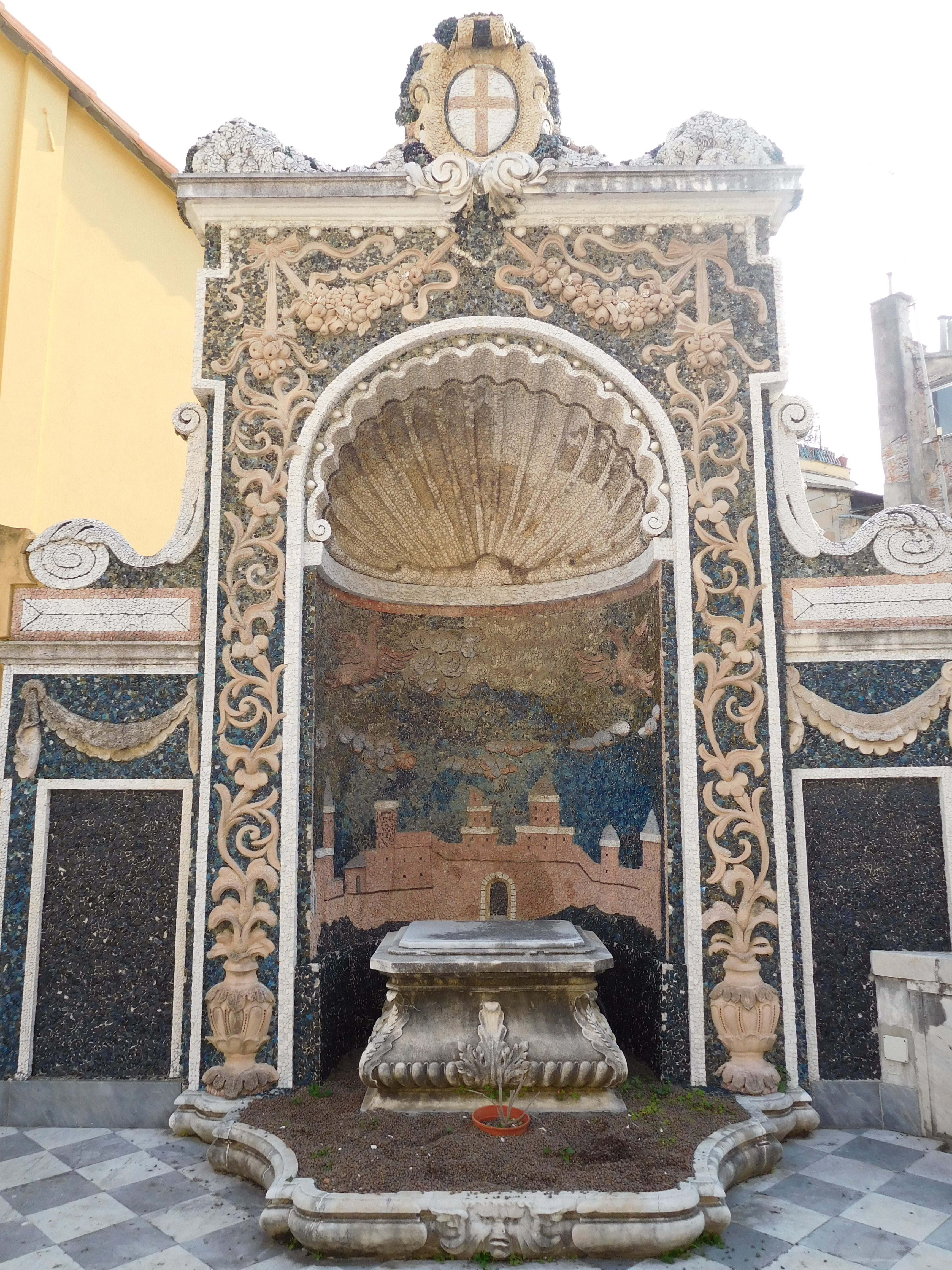
Grotte

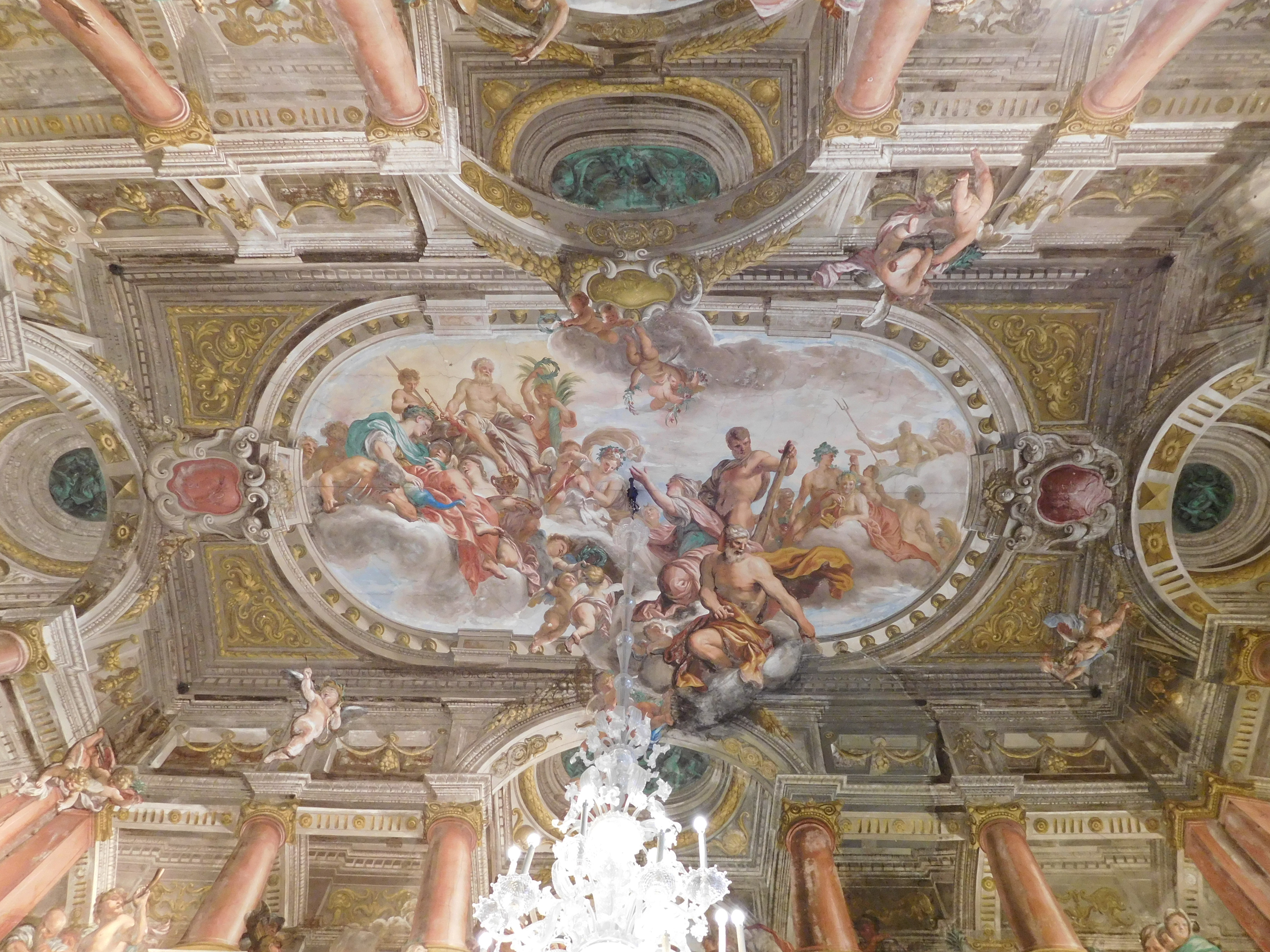
Deckengemälde: Friedensallegorie

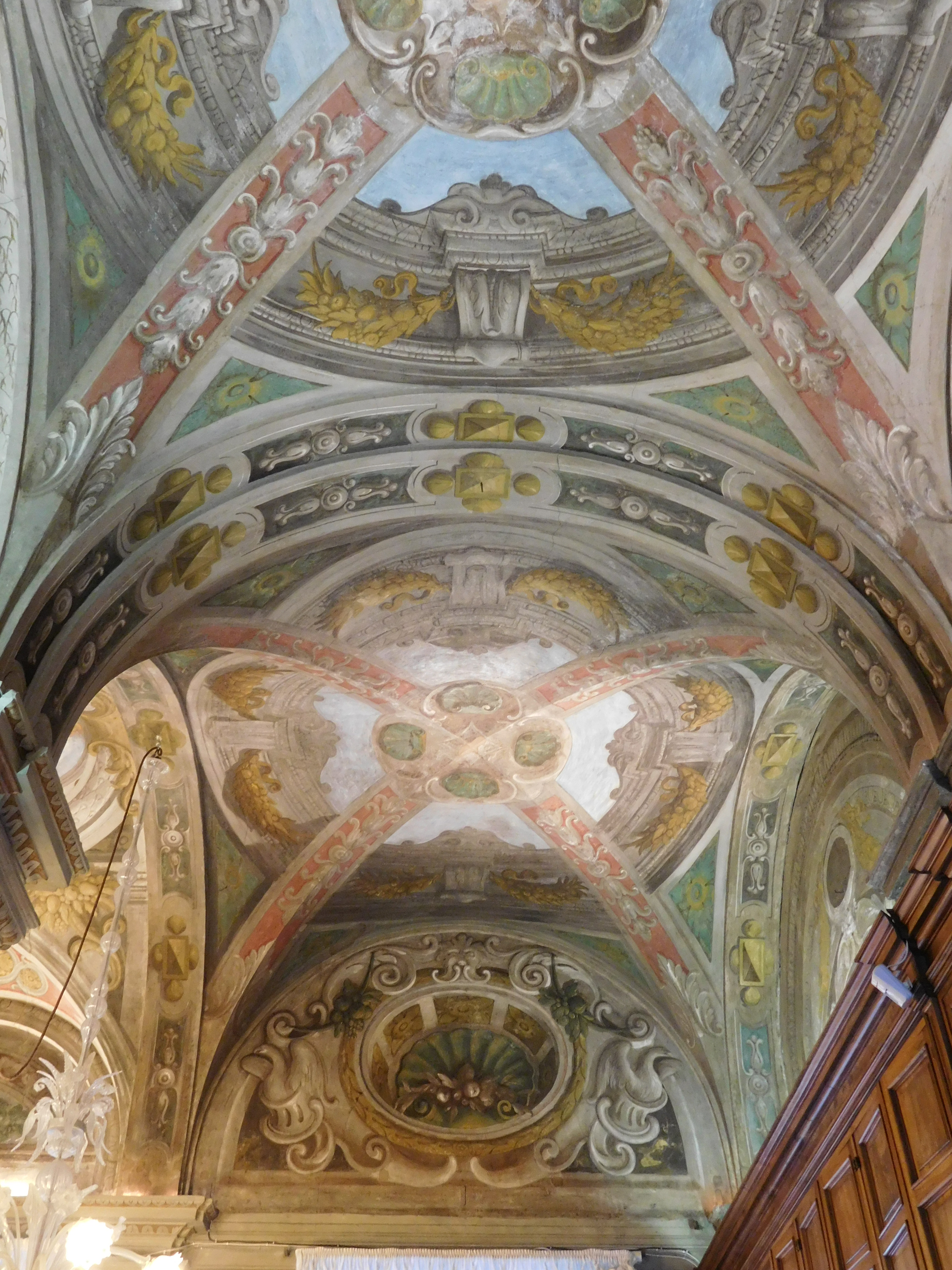
Raumausmalung

Der Palazzo Pantaleo Spinola ist ein Stadtpalast in Genua, der Teil des Welterbes der UNESCO „Genoa: Le Strade Nuove and the system of the Palazzi dei Rolli“ (deutsch: Genua: Le Strade Nuove und die Palazzi dei Rolli) ist. Das Gebäude liegt in der Via Garibaldi 2.

## Geografische Lage
Der Palazzo liegt in prominenter Position als Eckgebäude am östlichen Beginn der Strade Nuove (heute: Via Garibaldi) und der langgestreckten Piazza del Fonte Moroso mit Blick aufs Meer. Das Baugrundstück ermöglichte so den begehrten Blick auf den Platz. Außerdem schloss seine dem Meer zugewandte Seite an das elegante Viertel Luccoli an, das über vier Jahrhunderte ein Lehen der Familie Spinola war. Die begehrte Lage hatte ihren Preis: Der Bauherr, Pantaleo Spinola, erwarb das kleinste der zum Verkauf stehenden Grundstücke zu einem der höchsten Preise, was durch eine Urkunde vom 8. März 1558 belegt ist. Auf der anderen Straßenseite liegt der Palazzo Agostino Pallavicino (auch Palazzo Cambiaso).

## Geschichte
Pantaleo Spinola begann den Bau des Palazzo, starb aber bereits 1563. Damals stand der Rohbau. Er hatte den Architekten Bernardo Spazio beauftragt. Der Architekt überlebte seinen Auftraggeber nur wenige Monate. Die Arbeiten wurden unter Giovanni Pietro Orsolino fortgesetzt.
Als einer der Palazzi dei Rolli war er in den Rolli von 1576 bis 1664 eingetragen. Nach deren Klassifizierung, den „bussoli“, zählte er immer zur Klasse eins oder zwei (zu den Einzelheiten dieser Eintragungen vergleiche hier). Das Gebäude ist auch in dem Werk von Peter Paul Rubens über die Genueser Stadtpaläste dokumentiert. Es wird dort als Palazzo del Sig. Andrea Spinola bezeichnet, denn 1609 erbte Andrea Spinola den Palast.
Umfangreiche Änderungen erfolgten durch den Sohn von Andrea Spinola, Alessandro Spinola, Doge der Republik Genua von 1654 bis 1656, um die als unzureichend empfundenen Dimensionen der Räume zu vergrößern. So diente der Eingriff weniger der Schaffung neuer als der Vergrößerung bestehender Räume für Feierlichkeiten und der Aufwertung der Empfangsräume, die in der ersten Ausführung – die Rubens wiedergibt – eher einfach wirken. In der Eingangshalle wurde eine Treppe symmetrisch zur großen Treppe hinzugefügt, während der neue, achteckige Vorhof in der Kulisse einer Grotte endete. Hier stand eine Marmorgruppe von Pierre Puget aus Marseille, die die Entführung der Helena darstellte und die heute im Museum Museo di Sant’Agostino steht.
Der Palazzo ging an die Familie Giustiniani über, 1782 erwarb ihn Giovanni Maria Cambiaso, 1844 Graf Pietro Gambaro. 1923 kaufte ihn die Banco di Chiavari. Heute nutzt ihn die Banco BPM.

## Gebäude
Die Straßenfassade stellt sich schlicht dar. Die großen Putzflächen waren wahrscheinlich für eine Dekoration mit Fresken vorgesehen, die aber nie angebracht wurden. Daraus sticht das Portal hervor, typisch für den Manierismus in Genua, mit einem geschwungenen Tympanon, das von den weiblichen Statuen der „Klugheit“ und der „Wachsamkeit“ überragt wird. Das krönende Wappen war bis zum Ende des 18. Jahrhunderts das der Familie Spinola, dann das der Familie Giustiniani. Als der Palast in den Besitz der Familie Gambaro überging, wurden die Statuen „zum späten Trost der Zartbesaiteten die nackten Brüste drapiert“.
Die Dekoration im Innern stammt erst aus dem 17. Jahrhundert. Um 1630 arbeitete Giovanni Carlone an den Gewölben der drei Salons im Erdgeschoss. Die Themen der zentralen Medaillons sind dem Alten Testament entnommen, wie es in jenen Jahren Mode war: das Ende von Absalom, Susanna im Bade und das Urteil Salomos. Zwei Salons in den oberen Stockwerken sind mit Szenen aus der römischen Geschichte ausgemalt, darunter „Das Ende der Lucretia“ in fünf Episoden und der „Raub der Sabinerinnen“. Im Gewölbe des großen Saals des „Piano nobile“ stellte Domenico Piola eine Allegorie des Friedens dar, deren Protagonisten die Götter Janus und Jupiter mit einem Gefolge himmlischer Bewohner sind. Die Trompe-l’œil, die verkürzten Architekturen und die Heerscharen von Haupt- und Nebenfiguren stammen von Paolo Brozzi. Dieses Malerpaar arbeitete auch in einem Salon zusammen, wo das Bild „Die Sibylle zeigt dem Augustus das Bild der Maria“ entstand.
Der Gebäudesockel zum Platz hin zeigt heute ein gegenüber dem ursprünglichen Erscheinungsbild verändertes Aussehen, nachdem im 19. Jahrhundert das Niveau des Platzes abgesenkt wurde. Der Hof wurde, nachdem die Banco di Chiavari das Haus nutzte, überdacht. Antonio Quinzio wurde nach Übergang des Gebäudes an die Bank beauftragt, den Saal des Erdgeschosses mit Allegorien in barockem Stil zu gestalten, die den zivilen und kommerziellen Fortschritt im Geschmack der Zeit darstellen. Aus dieser Zeit stammt auch das Glasdach des ehemaligen achteckigen Hofes im Stil des Art déco.

## Galerie: Darstellung bei Rubens

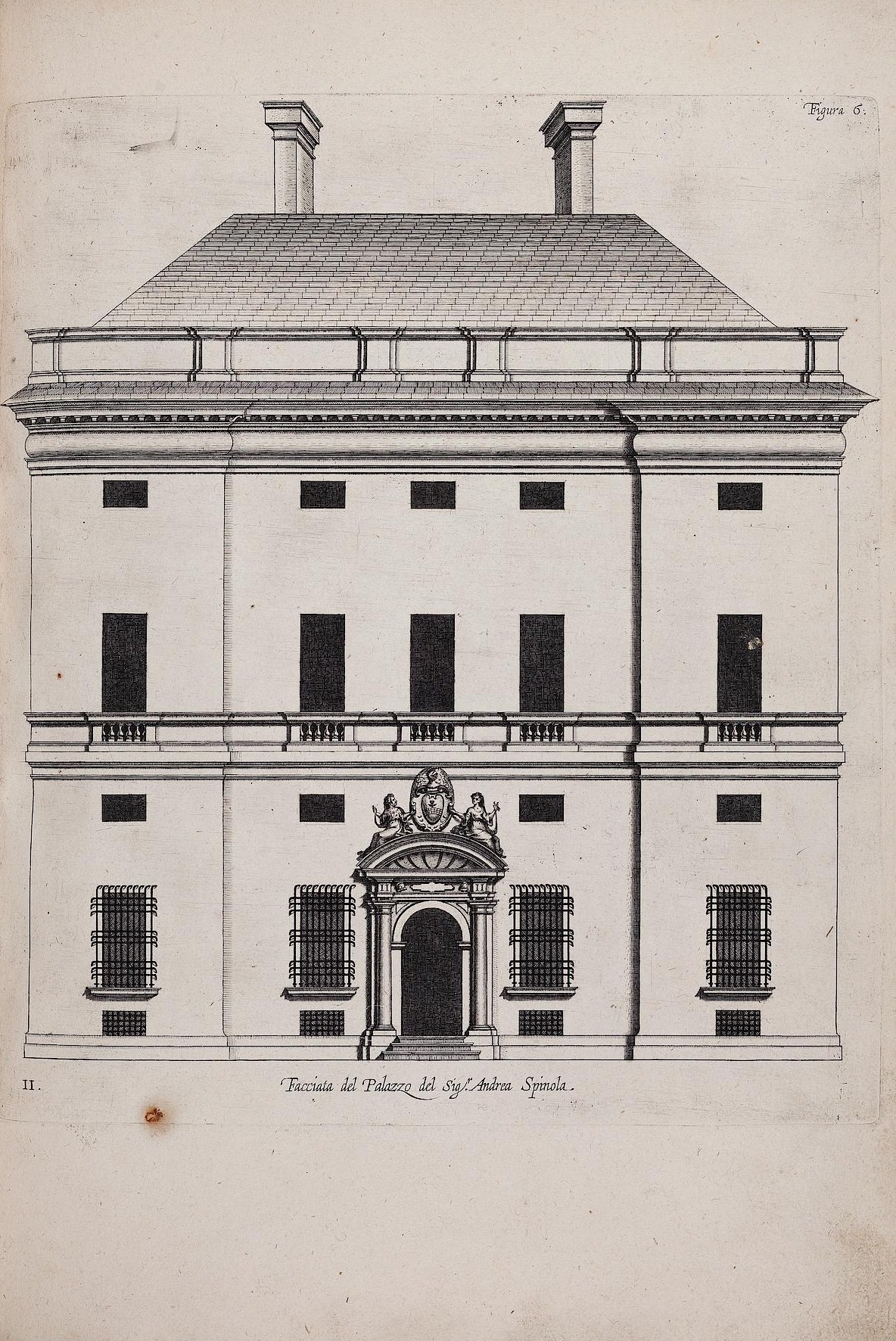
Aufriss
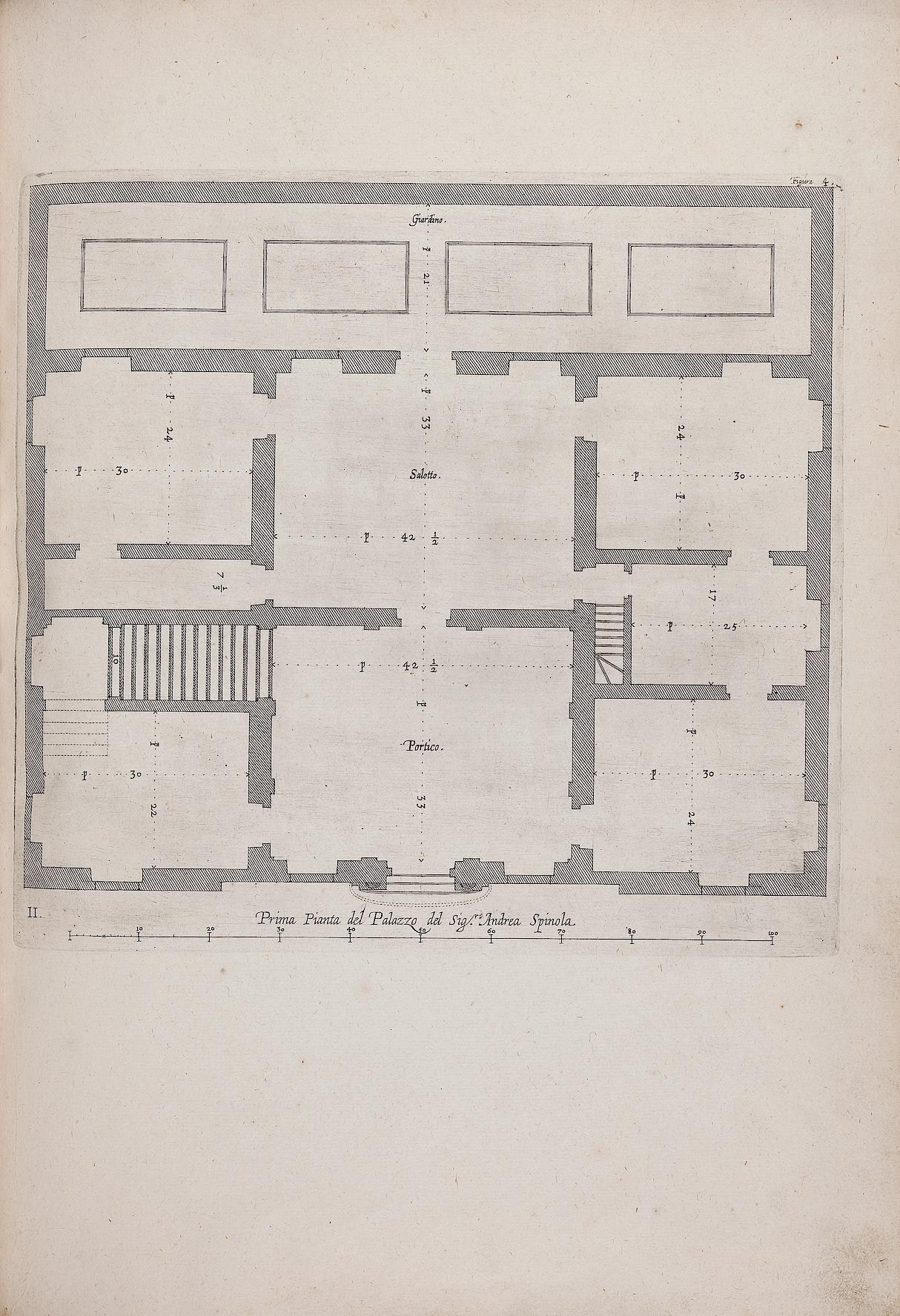
Erdgeschoss
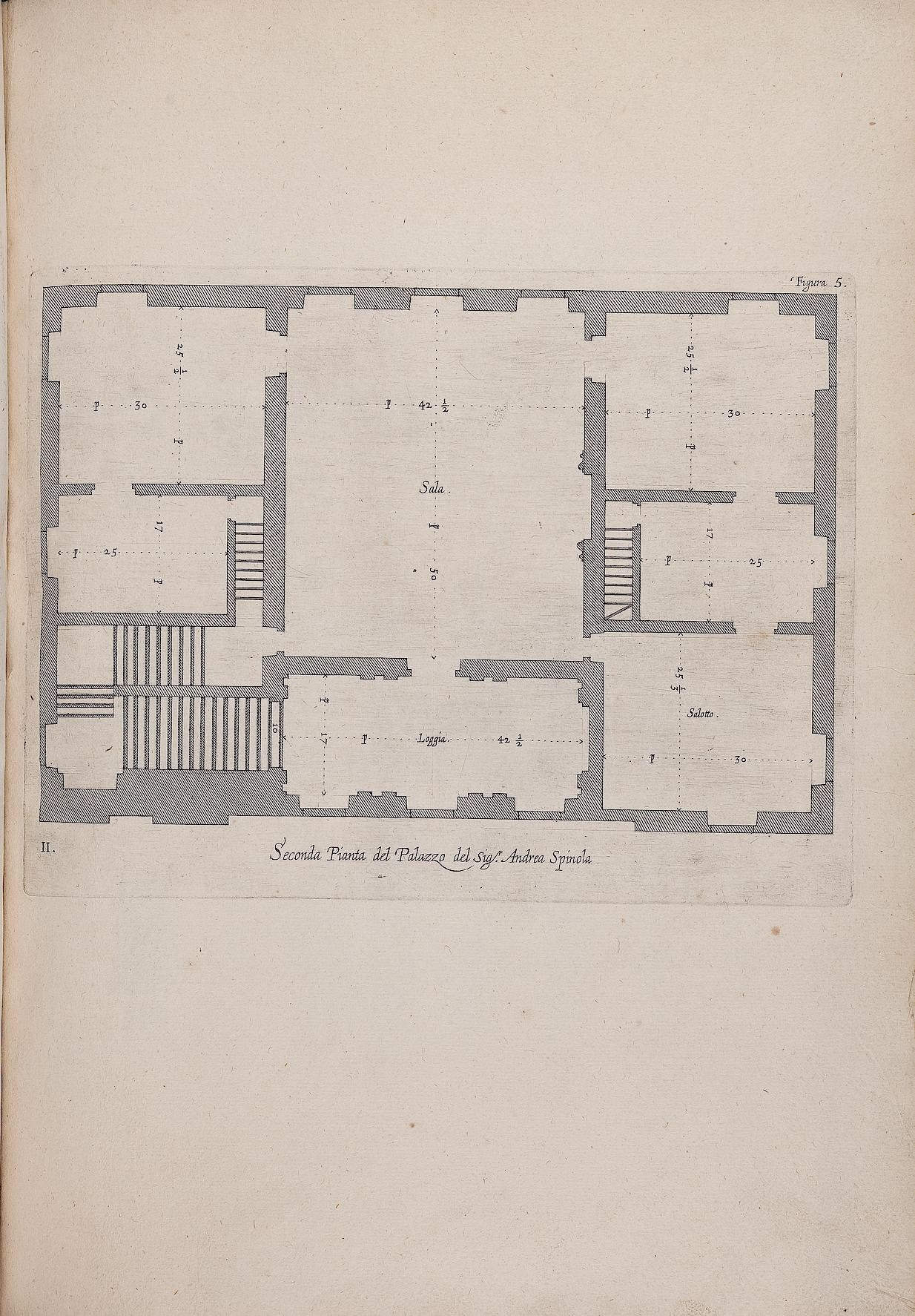
Obergeschoss